# آنتوان ریشار
آنتوان ریشار (فرانسوی: Antoine Richard‎؛ زادهٔ ۸ سپتامبر ۱۹۶۰) دونده سرعت اهل فرانسه بود.